# Valfabbrica
Valfabbrica – miejscowość i gmina we Włoszech, w regionie Umbria, w prowincji Perugia.
Według danych na rok 2004 gminę zamieszkiwało 3477 osób, 38,2 os./km².

## Miasta partnerskie
- Greußenheim
- Venelles